# Mikronesienspiele 2018
Die IX. Mikronesienspiele fanden vom 15. bis 27. Juli 2018 auf den Yap-Inseln der Föderierten Staaten von Mikronesien stattfinden. Nach 2002 und 2014 war es die dritte Austragung in den Staaten.
Es traten elf Nationen und Gebiete in 13 Sportarten an. Erfolgreichste Nation war Palau.

## Sportarten
- Baseball (Herren)
- Basketball (Herren und Damen)
- Beachvolleyball (Herren und Damen)
- Freiwasserschwimmen (Herren und Damen)
- Fußball (Herren)
- Gewichtheben (Herren und Damen)
- Kanusport (Herren und Damen)
- Leichtathletik (Herren und Damen)
- Mikronesischer Vierkampf (Herren)
- Ringen (Herren und Damen)
- Speerfischen (Herren)
- Tischtennis (Herren und Damen)
- Volleyball (Herren und Damen)

## Teilnehmende Länder/Gebiete (Medaillen)
| Rang  | Land               | Gold | Silber | Bronze | Gesamt |
| ----- | ------------------ | ---- | ------ | ------ | ------ |
| 1     | Palau              | 32   | 18     | 20     | 70     |
| 2     | Marshallinseln     | 29   | 17     | 6      | 52     |
| 3     | Guam               | 29   | 12     | 12     | 53     |
| 4     | Pohnpei            | 18   | 33     | 19     | 70     |
| 5     | Nördliche Marianen | 9    | 18     | 9      | 36     |
| 6     | Yap-Inseln         | 5    | 12     | 14     | 31     |
| 7     | Chuuk              | 5    | 1      | 3      | 9      |
| 8     | Kiribati           | 2    | 2      | 2      | 6      |
| 9     | Nauru              | 2    | 2      | 1      | 5      |
| 10    | Kosrae             | 0    | 4      | 10     | 14     |
| Total | Total              | 131  | 119    | 96     | 346    |